# 가브리엘레 페르제티

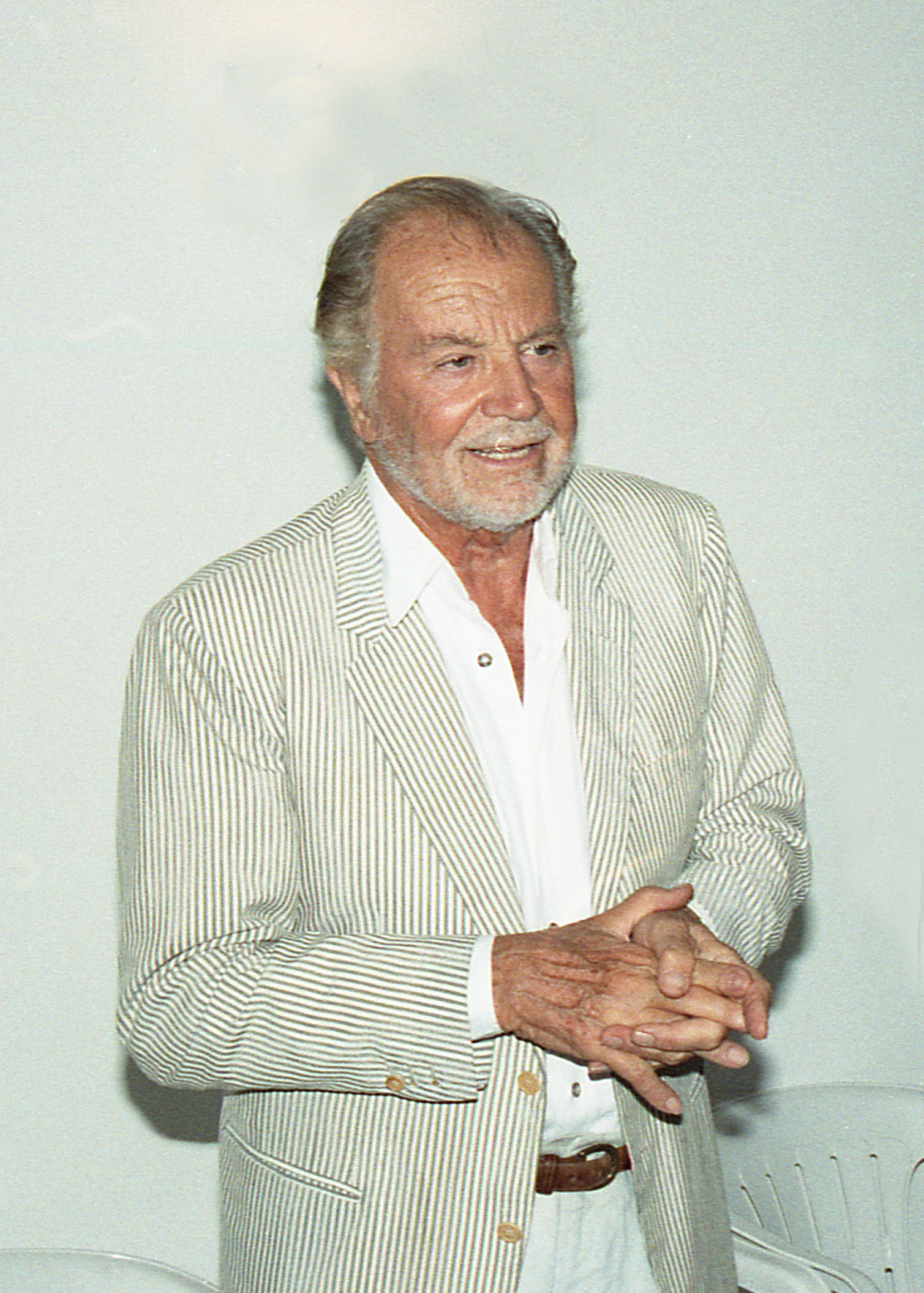

가브리엘레 페르제티(Gabriele Ferzetti, 본명: Pasquale Ferzetti, 1925년 3월 17일 ~ 2015년 12월 2일)는 이탈리아의 배우이다. 영화, 텔레비전, 무대에서 160곳 이상에서 활동했다. 그의 경력은 1950년대와 1960년대에 정점을 찍었다.
2015년 12월 2일 90세의 나이로 사망했다.

## 참여 작품

### 영화
- 여자 친구들
- 정사 (1960년 영화)
- 옛날 옛적 서부에서
- 007 여왕폐하 대작전
- 배신자 (1970년 영화)
- 비엔나 호텔의 야간 배달부
- 오! 인천
- 줄리아 줄리아
- 아이 엠 러브